# Мало-Рогачёвский сельсовет
Мало-Рогачёвский сельсовет — упразднённая административно-территориальная единица, существовавшая на территории Московской губернии и Московской области до 1954 года.
Назаровский сельсовет был образован в первые годы советской власти. По данным 1918 года он входил в состав Рогачёвской волости Дмитровского уезда Московской губернии
В 1923 году Назаровский с/с был переименован в Мало-Рогачёвский сельсовет.
В 1927 году из Мало-Рогачёвского с/с был выделен Гаврильцевский с/с.
По данным 1926 года в состав сельсовета входили деревни Гаврильцево, Лутьково, Назарово, Поповское и Малое Рогачево.
В 1929 году Мало-Рогачёвский с/с был отнесён к Дмитровскому району Московского округа Московской области. При этом к нему был присоединён Гаврильцевский с/с.
27 февраля 1935 года Мало-Рогачёвский с/с был передан в Коммунистический район.
4 января 1952 года из Ивановского с/с в Мало-Рогачёвский было передано селение Назарово-Гаврильцево. Одновременно из Мало-Рогачёвского с/с в Больше-Рогачёвский было передано селение Лутьково.
14 июня 1954 года Мало-Рогачёвский с/с был упразднён. При этом его территория была передана в Больше-Рогачёвский с/с.